# Гибралтар на Светском првенству у атлетици на отвореном 2017.
Гибралтар је учествовао на Светском првенству у атлетици на отвореном 2017. одржаном у Лондону од 4. до 13. августа петнаести путт. Репрезентацију Гибралтара представљао је један атлетичар који се такмичио у трци на 1.500 м.,
На овом првенству Гибралтар није освојио ниједну медаљу, а оборен је национални рекорд на 1.500 метара.

## Учесници
Мушкарци:
- Харви Диксон — 1.500 м

## Резултати

### Мушкарци
| Атлетичар    | Дисциплина | Лични рекорд | Квалификације | Квалификације | Полуфинале           | Полуфинале           | Финале               | Финале       | Детаљи |
| Атлетичар    | Дисциплина | Лични рекорд | Резултат      | Место         | Резултат             | Место                | Резултат             | Место        | Детаљи |
| ------------ | ---------- | ------------ | ------------- | ------------- | -------------------- | -------------------- | -------------------- | ------------ | ------ |
| Харви Диксон | 1.500 м    | 3:44,31 НР   | 3:44,03 НР    | 13. у гр. 3   | Није се квалификовао | Није се квалификовао | Није се квалификовао | 23 / 41 (45) |        |